# 皮茨菲爾德 (紐約州)
皮茨菲爾德（英語：Pittsfield）是一個位於美國紐約州奧齊戈縣的鎮。

## 人口
根據2020年美國人口普查的數據，皮茨菲爾德的面積為98.66平方千米，當中陸地面積為98.36平方千米，而水域面積為0.30平方千米。當地共有人口1312人，而人口密度為每平方千米13人。